# Барден, Жан
Жан Барде́н (фр. Jean Bardin; 31 октября 1732, Монбар — 6 октября 1809 год, Орлеан) — французский живописец академического направления, создававший картины на исторические темы. Учитель Ж.-Л. Давида и Ж.-Б. Реньо.

## Биография
Барден родился в Монбаре в 1732 году. В 16 лет приехал в Париж. В 19 лет поступил в ателье Л.-Ж.-Ф. Лагрене-старшего, затем к Первому живописцу короля Ж.-Б.-М. Пьеру, позднее учился в Риме. В 1765 году получил Римскую премию за картину «Туллия переезжает на колеснице тело своего отца» («Tullie faisant passer son char sur le corps de son père)». Был принят в Королевскую академию живописи и скульптуры в 1779 году.
В течение четырёх лет, начиная с 1768 года, взяв с собой юного ученика Реньо, жил в Риме с целью изучения итальянской живописи. В 1788 году был назначен директором школы живописи в Орлеане. Умер слепым в нищете в 1809 году. Его дочь, Амбруаз-Маргарита Барден (1768—1842), также стала художницей.

## Галерея

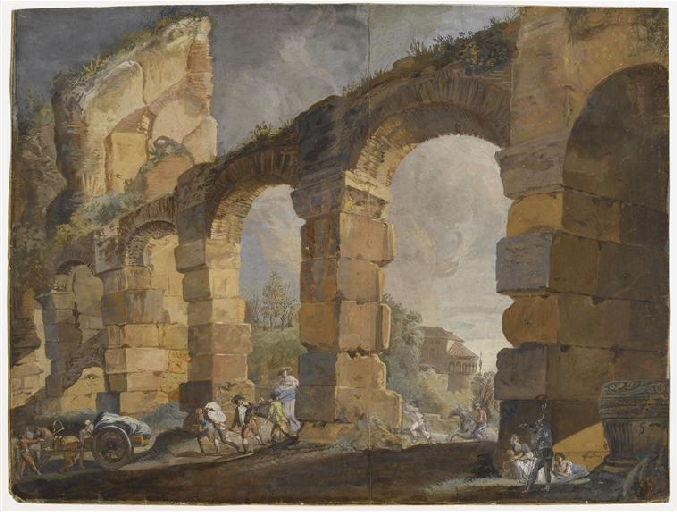
Руины. Картон, гуашь. Musée national Magnin. Дижон, Франция
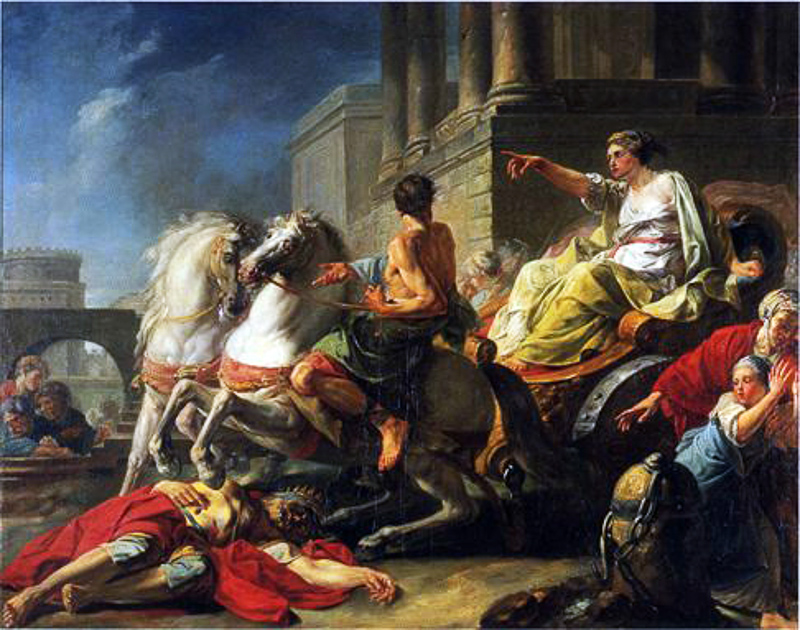
Туллия переезжает на колеснице тело своего отца. Ландесмузеум, Майнц, Германия